# Championship Auto Racing Teams
A Championship Auto Racing Team (CART) foi uma tradicional categoria de monopostos dos Estados Unidos da América, tendo disputado suas corridas de 1979 a 2003.
A CART foi fundada em 1979 pelos donos de equipes da United States Auto Club (USAC) Championship Division, nos quais discordavam da direção que a USAC estava levando a categoria. Esse grupo de donos de equipes decidiram coletivamente criar sua própria categoria, ao invés de depender de um organizador "neutro". Ao longo dos anos 1980, a Indy Car World Series se tornou a maior categoria de monopostos dos Estados Unidos, disputando suas etapas tanto em circuitos ovais, quanto mistos e até circuitos de rua. Os pilotos da CART continuaram a disputar as 500 Milhas de Indianápolis, que eram chanceladas pela USAC.
Em 1996, devido a cisão ocorrida com a Indianapolis Motor Speedway no mesmo ano, a categoria foi renomeada no ano seguinte como CART World Series (em 1997) e logo após, CART FedEx Championship Series entre 1998 e 2002, e em 2003, foi chamada de Bridgestone Presents The Champ Car World Series Powered By Ford, até à falência no final da temporada.
Logo a seguir, um trio de donos de equipe da CART comprou os ativos do corpo de sanção e rebatizou a categoria como Champ Car World Series. Com as dificuldades financeiras persistindo, o pedido de falência da CCWS é feito antes da temporada de 2008, que estava prevista; como consequência os bens da mesma foram fundidas, ou seja, unificadas (o que não acontecia desde 1996) com as da IndyCar Series, juntando todas as categorias com monoposto americanas (AAA, USAC, CART/Champ Car e IndyCar Series).

## História

### Fundação
Em 1909, criou-se nos Estados Unidos uma associação automobilística para controlar o campeonato nacional. Essa associação, chamada de AAA ("American Automobile Association") funcionou até 1956 quando foi substituída pela USAC ("United States Automobile Club") após um acidente ocorrido em uma corrida de resistência, a 24 Horas de Le Mans no Circuit de la Sarthe.

### Cronologiadas categorias demonopostosamericanos
| Nome da categoria             | Ativa durante   | Contexto histórico |
| ----------------------------- | --------------- | --- |
| AAA                           | 1905-1955       | O ciclo da American Automobile Association terminou com o grande acidente de 24 Horas de Le Mans em 1955 |
| USAC                          | 1956-1984       | Após de 1984, a United States Auto Club sancionou apenas a Indy 500 até 1997, sendo que para a CART apenas até 1995 |
| ICWS (IndyCar World Series)   | 1979-1996       | A categoria foi fundada pelos donos de equipe que corriam na USAC porque defendiam a tese em que poderia ter outra sanção, a exceção era a Indy 500                                                                                     |
| CWS (CART World Series)       | 1997-2002       | Diante da cisão da categoria com Indianapolis Motor Speedway em 1996, foi renomeado |
| CCWS (Champ Car World Series) | 2003-2008       | Embora ainda fosse sancionada pela CART, em 2003 a categoria já era chamada de Champ Car. A temporada de 2007 foi a última da história da categoria, mas a última corrida foi realizada em 2008, marcando a reunificação das categorias |
| IRL (Indy Racing League)      | 1996-2002       | Foi fundada teoricamente com corridas feitas 100% em circuitos ovais, com a premissa de carros baratos, oportunidades para pilotos americanos com formato similar à NASCAR                                                              |
| ICS (IndyCar Series)          | 2003-atualmente | Em novembro de 2019, foi anunciado que dono de equipe Roger Penske adquiriu a categoria, o Indianapolis Motor Speedway |

### A formação da CART

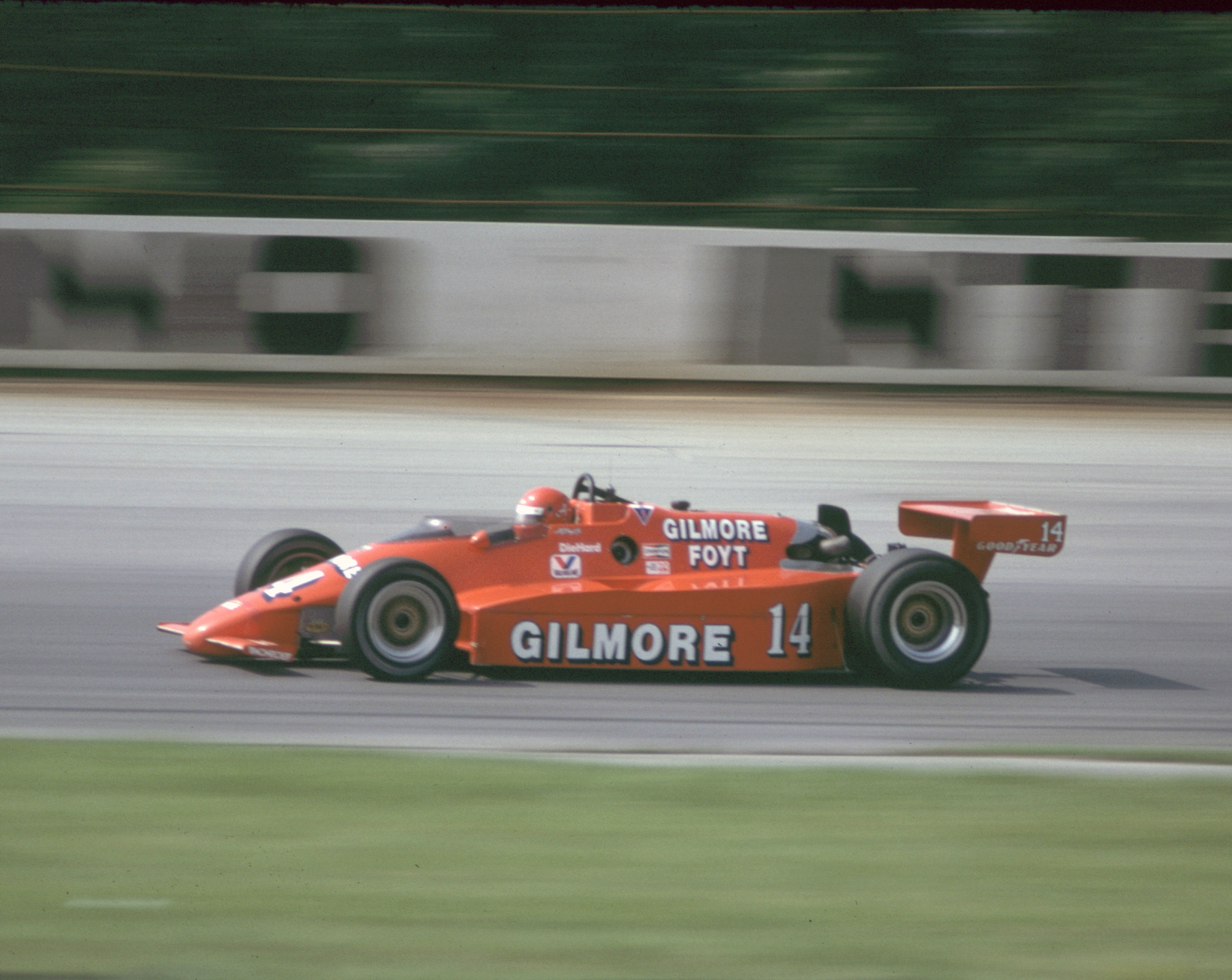
Carro de A. J. Foyt em 1984.

A ruptura com a USAC, em 1978, foi conduzida por um grupo de proprietários de carros que via esta entidade como uma agência de sanções incapaz. Esse grupo também se queixou da má promoção, e se aliaram com o ex-piloto Dan Gurney, que em 1978 escreveu o que ficou conhecido como o Livro Branco de Gurney (em inglês, Gurney White Paper), no qual propõem um plano para criação de uma organização chamada Championship Auto Racing Teams (CART).
Gurney foi inspirado pelas melhorias que Bernie Ecclestone tinha aplicado na Fórmula 1, com a criação da Associação de Construtores da Fórmula 1 (FOCA). O chamado Livro Branco pelos proprietários, usado para formar a CART era um grupo de advocacia para promover o campeonato nacional da USAC, fazendo o trabalho onde o corpo de sanção não faria. O grupo também trabalharia para negociar os direitos de transmissão, o montante nas corridas e, idealmente, teriam assentos no corpo diretivo da USAC.
Gurney, apoiado por alguns dos principais donos de equipe, como Carl Hogan, Roger Penske, e da Pat Patrick, fizeram seus pedidos, que incluem maior representação na administração, mas a proposta foi rejeitada em novembro de 1978. A rejeição da proposta levou os proprietários a formar uma nova série (CART) no final de 1978, sob os princípios estabelecidos no Livro Branco de Gurney, com a primeira corrida a ser realizada em março de 1979.
Adicionando-se a isso, em 23 de abril de 1978, oito membros-chaves da USAC, além do piloto, foram mortos quando o avião em que estavam caiu durante uma tempestade aproximadamente 40 quilômetros ao sudeste de Indianápolis.
O efeito sobre a USAC, e para os monopostos nos Estados Unidos, foi devastador, especialmente desde após a morte do proprietário do autódromo de Indianápolis, Tony Hulman.
A novidade da organização, no entanto, não teve reconhecimento da ACCUS, que representa a Federação Internacional do Automóvel nos Estados Unidos. Um acordo foi alcançado com a Sports Car Club of América (SCCA), onde o SCCA agiria como o corpo de sanção para a nova série. Isso permitiria que os eventos a ser incluídos no calendário internacional automobilístico.
A nova categoria rapidamente ganhou o apoio da maioria dos donos de equipes. Isso significava que as equipes da frente e intermediárias estariam competindo na categoria de carros novos. Das 20 corridas realizadas em 1979, 13 faziam parte da temporada de estreia da CART. Dos 10 circuitos que receberam corridas de monopostos, 5 eram exclusivos da CART e apenas o Ontario Motor Speedway recebeu corridas de ambas as categorias. A primeira temporada da CART teve como campeão Rick Mears, enquanto A.J. Foyt foi o último sob a organização da USAC. No ano seguinte, no ano de 1980, a CART passa a ter o controle total da categoria.

### Invasão estrangeira

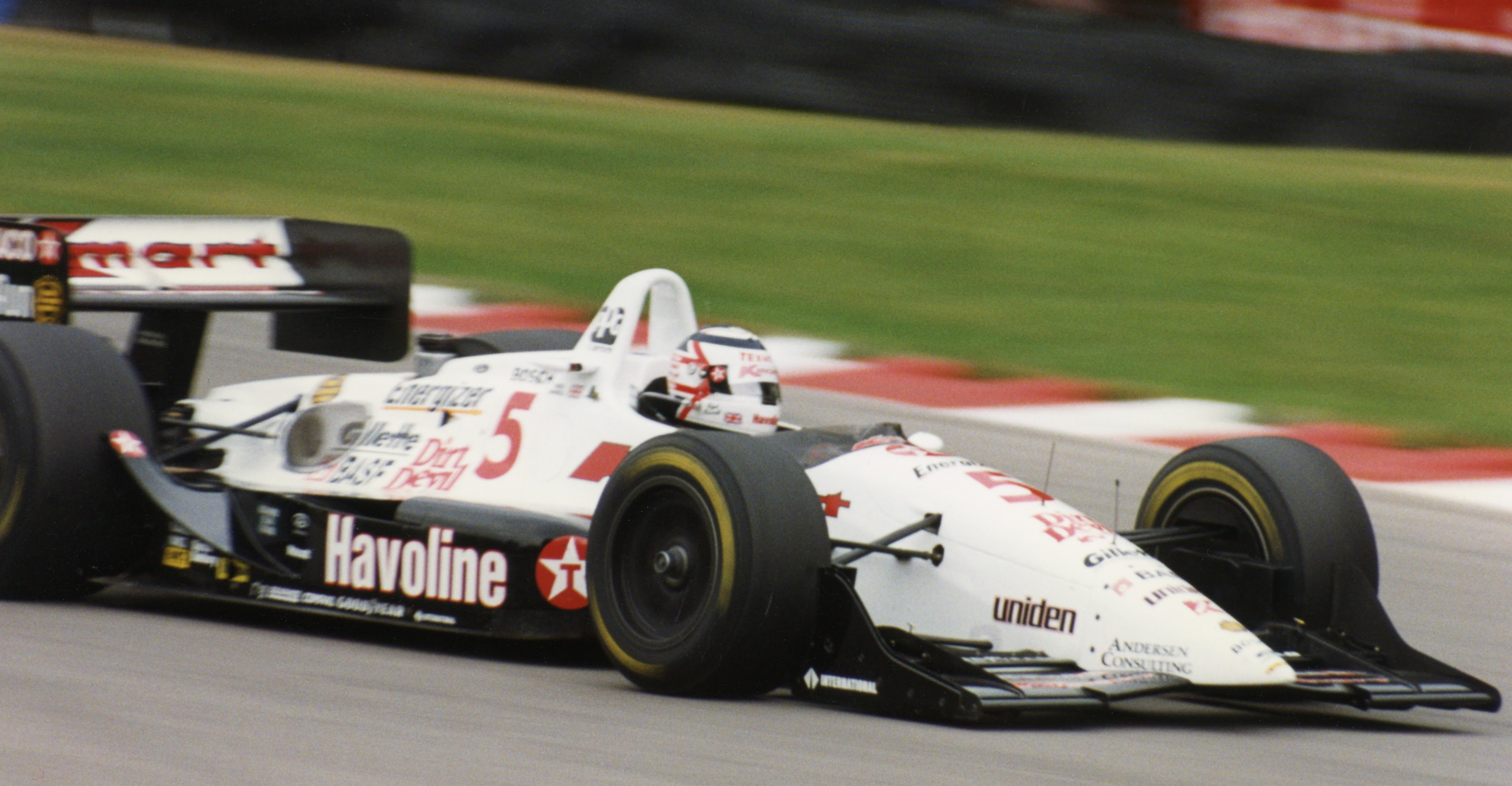
Carro da equipe Newman-Haas, pilotado por Nigel Mansell em 1993.

A CART, assim como seu antecessor, a USAC, foi amplamente dominada por pilotos norte-americanos até à década de 1990. Muitas estrelas do automobilismo estadunidense, como A.J. Foyt, Mario Andretti, Al Unser, Al Unser Jr, Rick Mears, Bobby Rahal e Danny Sullivan, fizeram carreira na CART.
Apesar disso, aconteceram casos isolados de bons resultados de estrangeiros durante a década de 1980, como o vice-campeonato do italiano Teo Fabi em 1983, e o 4º lugar obtido pelo colombiano Roberto Guerrero em 1987.
Logo após o bicampeão da Fórmula 1 Emerson Fittipaldi vencer as 500 Milhas de Indianápolis de 1989 e conquistar o título no mesmo ano, no entanto, vários pilotos estrangeiros (a maioria de origem latino-americana, européia e nipônica) passaram a competir pela categoria, ao longo da década de 1990, como o escocês Dario Franchitti (que correu na IndyCar até 2013), o italiano Massimiliano Papis (que já correu na Fórmula 1 em 1995), o mexicano Adrián Fernández, o holandês Arie Luyendyk, o inglês Mark Blundell (também ex-Fórmula 1), o sueco Stefan Johansson (também vindo da F-1), os japoneses Hiro Matsushita e Naoki Hattori (também ex-F1), os brasileiros Maurício Gugelmin, Christian Fittipaldi e Roberto Moreno, entre outros.
O campeão da temporada de 1992 da Fórmula 1, o britânico Nigel Mansell correu na CART em 1993 e venceu o campeonato, sendo o vice-campeão um piloto também não-estadunidense e campeão da CART em 1989, Emerson Fittipaldi.
A vitória de Mansell, junto a uma estadia curta de Michael Andretti na Fórmula 1, ainda em 1993, foi visto por alguns como uma suposta prova da superioridade de pilotos não-estadunidenses.
O ex-piloto italiano de Fórmula 1 Alessandro Zanardi, que teve menos sucesso do que Mansell e Emerson Fittipaldi na Fórmula 1, dominou as temporadas de 1997 e 1998. Seu companheiro de equipe, Jimmy Vasser, que ganhou o campeonato de 1996, foi o último campeão norte-americano da CART. Do período de 1997 até 2003 - até ser declarada a falência da CART, 5 pilotos estrangeiros conquistaram o título, que, incluindo Zanardi, foram: o colombiano Juan Pablo Montoya em 1999, o brasileiro Gil de Ferran em 2000 e 2001, o também brasileiro Cristiano da Matta em 2002 e o canadense Paul Tracy em 2003.
Durante este tempo, a CART também incluiu circuitos, como Detroit e Long Beach, que fizeram parte do calendário da Fórmula 1. Também incluiu grande corridas em locais como Miami (depois transferido para o circuito oval) e Cleveland, em circuitos de rua, respectivamente nos Estados Unidos; Vancouver e Toronto, dois circuitos de rua no Canadá; Rio de Janeiro, que sediou a etapa brasileira entre 1996 e 2000, e também o GP de Surfers Paradise, em circuito de rua na Austrália.

### A dissidência da CART com a Indianapolis Motor Speedway
Em novembro de 1991, Tony George, presidente do lendário circuito oval de Indianápolis, que se notabilizou pela sua tradição vinda desde a década de 1910 americana aproximou-se da administração, propondo um novo conselho composto por representantes dos circuitos da categoria, dos donos de equipe e dos fornecedores o que foi refutado pela CART.
Divergindo, George tomou uma posição, por iniciativa própria: expressou sua preocupação acerca das sanções restritivas relacionadas aos motores (por exemplo, a proibição de um tipo de material de fibra de carbono introduzido em março de 1991, aparentemente por razões de segurança, até que dois fabricantes de chassis da categoria - Penske e Lola - poderiam colocá-lo). Entre suas preocupações eram a falta de pilotos americanos vindos da base (só havia 10 em 1996).
George se desligou da administração da CART, e anunciou os planos da fundação de uma nova categoria, chamada de Indy Racing League (IRL, atual IndyCar Series), em 1994, que iniciou sendo gerenciada pela USAC com os modelos dos chassis da CART dos anos de 1992 a 1995 recebendo apoio de alguns donos de equipe tradicionais, como Dick Simon e A. J. Foyt. Com a sua primeira corrida em 1996, as suas intenções inicialmente foram:
- Controlar os custos de corrida.
- Segurança dos pilotos.
- Incluir um calendário totalmente em circuitos ovais, dentro dos Estados Unidos.
- Dar uma oportunidade melhor para os pilotos americanos para terem sucesso no esporte motorizado e competir nas 500 milhas de Indianápolis, particularmente os da USAC cuja representação na Indy 500 tinha diminuído.

No dia 18 de dezembro de 1995, as equipes da CART, convencidas de que eles estavam deliberadamente sendo preteridas a partir da 500 MIlhas de Indianápolis de 1996,
 anunciam sua intenção de boicotar o evento.
Esta combinação de eventos, somado com um aumento de circuitos mistos em substituição dos circuitos ovais, que foi expressada por ele na sua oposição aos circuitos de rua fora do território americano, acarretou num dissidência na categoria após a temporada de 1995 da CART devido a uma disputa por uma série de fatores entre a diretores da CART e Tony George, que administrava o lendário Indianapolis Motor Speedway, e queria dar mais visibilidade ao evento das 500 milhas de Indianápolis. A Indy 500 foi tratada como qualquer outra corrida no calendário, e também atribuído o mesmo número de pontos aos pilotos, atualmente o sistema de pontuação nesta corrida é diferente.
O contraste entre a prova de abertura da CART, no ovais de Miami e de Orlando na recém-inaugurada IRL e seus respectivos participantes se destacava. A maioria dos equipamentos da IRL, equipes e pilotos da categoria eram desconhecidos. Em contrapartida, na CART havia 4 fabricantes de motores, 4 fabricantes de chassi, 2 conjunto de pneus, 28 carros, grandes patrocinadores e autódromos lotados.
Em Março de 1996, a CART abriu um processo contra a Indianapolis Motor Speedway, em um esforço para proteger a sua licença sobre a marca IndyCar. Finalmente um acordo foi celebrado com a CART, que concordou em renunciar à utilização da marca IndyCar após a temporada de 1996 da IRL e não poderia usar o nome antes do final da temporada de 2002.
Para as 500 Milhas de Indianápolis de 1996, 25 carros dos 33 que largariam foram reservados para os que mais pontuaram na temporada de 1996 da Indy Racing League. Foi uma regra controversa, conhecida em inglês como a "25/8 Rule", e foi o estopim do boicote da corrida pelas equipes da CART. As únicas equipes da CART que entraram foram Galles e Walker, mas não com seus pilotos titulares. A Galles alinhou um Ilmor Mercedes (o único Mercedes que alinhou) com Davy Jones, enquanto a Walker alinhou com um carro na corrida, com o piloto Mike Groff. A restrição foi abandonada depois da corrida de 1997.
Em resposta, a CART tentou criar um evento concorrente para substituir o principal triunfo da IRL(a Indy 500), a U.S. 500, no Circuito oval de Michigan, no mesmo dia das 500 milhas de Indianápolis de 1996. A corrida não conseguiu atrair a cobertura televisiva, e substanciais esforços promocionais foram empreendidos a fim de preencher os estimados 80.000 lugares no Michigan International Speedway. A corrida teve um início desastroso com um grande acidente envolvendo muitos dos carros. Com os carros alinhados em filas de três (a formação tradicional da largada da Indy 500), Jimmy Vasser, na pole position, estava prestes a levar a bandeira verde no início, quando ele foi atingido por Adrian Fernández. O mexicano, em seguida, colidiu com Bryan Herta. A data da corrida foi alterada em 1997, para não coincidir com a Indy 500. O nome U.S 500, contudo, ficou intacto até 1999.
A próxima estratégia da CART seria organizar uma corrida na véspera da Indy 500 no Gateway International Raceway, que também não desviou a atenção. O próximo passo de George foi especificar novas regras técnicas para tornar os carros mais baratos e baniu as especificações da CART para os carros que tinham sido o sustentáculo da corrida desde o final dos anos 1970. As equipes da CART seriam forçados a comprar carros diferentes, se eles quisessem ter a oportunidade de se qualificarem para a Indy 500.
De 1996 a 1999, poucos pilotos e poucas equipes da CART competiram na Indy 500. Embora esta situação tenha permitido que muitos pilotos americanos participassem do evento, não apagava a turbulenta situação política, juntamente com a ausência de muitos dos grandes pilotos e dos grandes patrocinadores, que estavam na CART.
Nos bastidores, existia a crescente preocupação por parte da Fórmula 1, pois com o crescimento da categoria, vinha tomando mercado da mesma. Incluiu no calendário a partir de 2000 um circuito misto construído no interior do circuito oval de Indianápolis, após 9 anos sem o Grande Prêmio dos Estados Unidos na Fórmula 1.

### A CART pós-ruptura
Nos primeiros anos após o lançamento da IRL em 1996, a CART parecia estar dominando os monopostos. Deteve a maioria dos pilotos de nome e a maioria das corridas, enquanto a liga rival IRL possuía a Indianapolis Motor Speedway. O calendário de 1996 da IRL consistia em apenas três corridas, incluindo a Indy 500, e muitos dos pilotos eram relativamente desconhecidos.
Em dezembro de 1997, a empresa de entrega de encomendas FedEx substitui a PPG como principal patrocinador, ficando a categoria rebatizada de FedEx Championship Series.
Em 1998, a CART se torna uma empresa de sociedade anônima, e levanta US$ 100 milhões em ofertas de ações.
Em 2000, o ex-piloto Bobby Rahal assumiu como presidente interino da CART após a renúncia de Andrew Craig e substituiu o PPG Cup (utilizado entre 1979 até 1999) pela Vanderbilt Cup como o troféu do categoria, que foi o primeiro troféu no automobilismo americano cujo nome tinha se desvinculado. Naquele ano, Gil de Ferran, da Penske, estabeleceu o recorde de velocidade em circuito fechado para uma corrida de carros no Circuito da Califórnia: 241,428 milhas por hora (388,541 km/h), na qualificação para o fim da temporada (sendo dado prêmios milionários ao vencedor).
Apesar do considerável drag (termo inglês designando "arrasto", "resistência") do carro (relacionado à asa traseira MkII Hanford usado na CART nos superspeedways naquela época), o feito foi realizado na primeira volta de qualificação.
O domínio da CART parecia irretocável até 2000. Naquele ano, algumas equipes da CART começaram a competir na Indy 500, e que posteriormente se fidelizaram à IRL. Isso foi motivado por alegações de má gestão, fabricantes de motores contrariados, e patrocinadores que desejavam ir à corrida.
Em 2000, Chip Ganassi, quando ainda corria na CART, tomou a decisão de retornar para a Indy 500 com seus pilotos, o vencedor da U.S. 500 e campeão da CART no ano de 1996, Jimmy Vasser; e o campeão da CART em 1999, Juan Pablo Montoya, que teve um desempenho de destaque, liderando 167 das 200 voltas para ganhar as 500 milhas de Indianápolis. A derrota foi surpreendente para as equipes da IRL, com a principal vantagem da equipe Ganassi nos pit stops sendo que eram freqüentemente mais rápidos do que vários de seus principais rivais. No entanto, um dos beneficiados com esta decisão da Ganassi foi Tony George, que conseguiu trazer de volta uma das equipes da CART e seu patrocinador para competir com os carros da IRL. Um ano mais tarde, Roger Penske, um dos fundadores da CART e proprietário da equipe que leva seu sobrenome, uma das equipes mais bem-sucedidas, também voltou a Indianápolis e venceu a corrida com os dois pilotos da equipe nos dois primeiros lugares: Helio Castroneves em primeiro lugar e Gil de Ferran, em segundo lugar.
Um momento importante para a rivalidade da CART com a IRL pode ter chegado em 2001.
Naquele ano, a CART adicionou no calendário uma corrida na Texas Motor Speedway, o Firestone Firehawk 600. No entanto, com a presença de aceleração centrípeta superiores a 5 Força G, provocada por uma inclinação de 24° nas curvas causou em vários pilotos problemas físicos como tonturas e desorientação.
Alegou-se incapacidade de retardar a velocidade média dos pilotos para se correr com segurança. Para efeitos de comparação, o piloto mais rápido nos treinos livres de sábado, Paul Tracy atingiu a velocidade média de 236,678 milhas por hora (380,896 km/h). Na classificação, o piloto mais rápido, Kenny Bräck, da equipe Rahal, atingiu 233,447 milhas por hora (375,697 km/h), uma velocidade média apenas 5 km/h mais baixa.
O evento foi adiado e, finalmente, cancelado, o que levou os proprietários do Texas Motor Speedway a processar a CART, por prejuízos contraídos. Depois, verificou-se que os funcionários da CART tinham ignorado repetidos pedidos para testar os carros antes da corrida. Os termos do acordo não foram divulgados, mas estima-se entre 5 a 7 milhões de dólares e os contratos foram cancelados.
A CART perdeu US$ 1,7 milhões no último trimestre de 2001 devido ao dinheiro gasto com a ação. Embora elogiado por muitos a escolha de não colocar seus pilotos em perigo, o cancelamento da corrida e do processo legal que se seguiu foi um duro golpe para o prestígio da CART.
Para 2002, as equipes Penske e Ganassi—que correu com um carro na IRL e outros três na CART - entraram em definitivo na IRL, seguido da Andretti-Green após a temporada de 2002. A equipe esta sendo co-propriedade do campeão da CART em 1991 Michael Andretti. A corrida no superspeedway de Michigan - onde foi realizada a U.S. 500, para concorrer com a Indy 500 - tornou-se um evento da IRL em 2002.

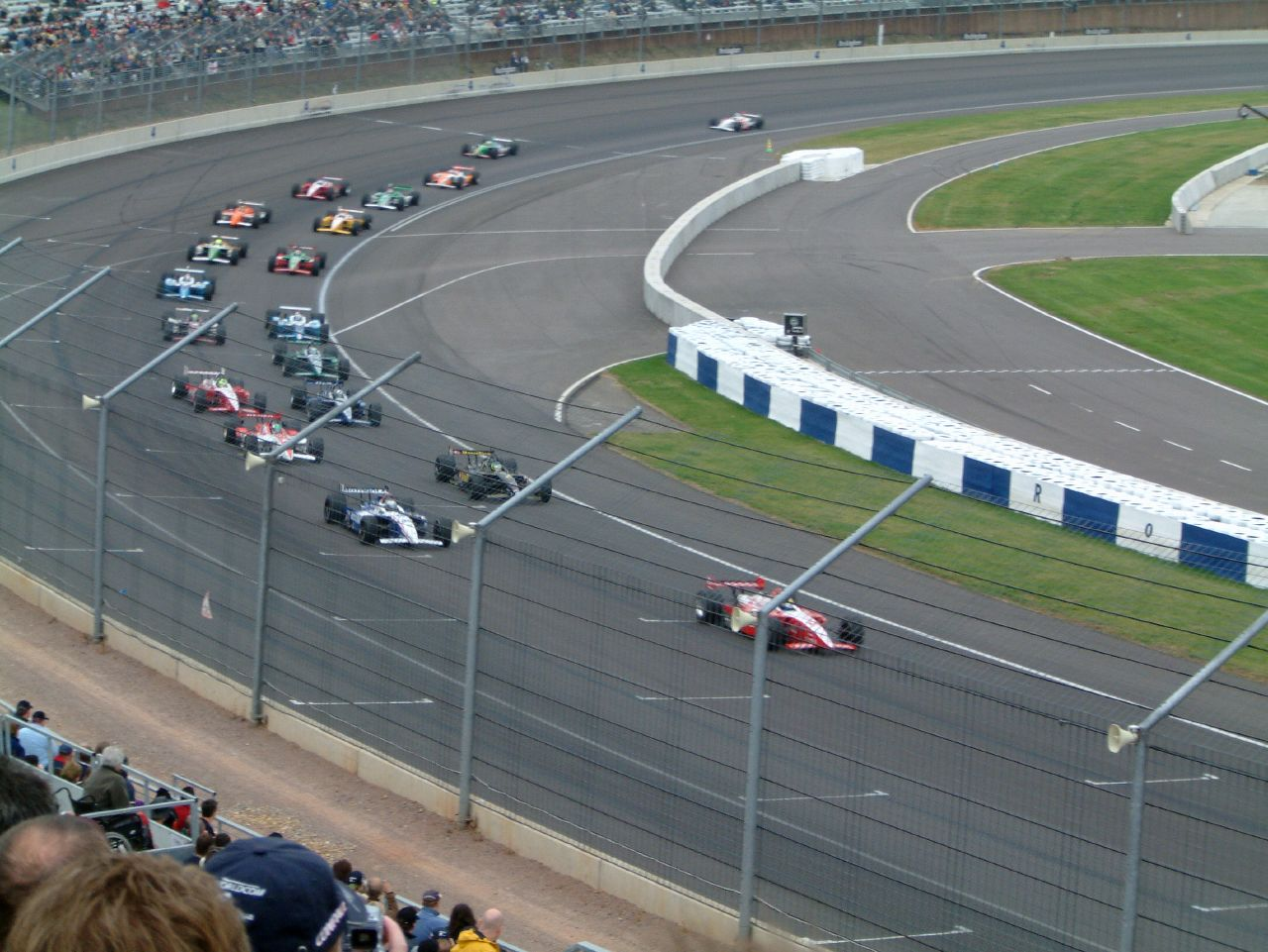
Corrida da CART em 2002 no Rockingham Motor Speedway, no Reino Unido.

### A falência da CART e o início da CCWS
Com um formato mais próximo da NASCAR, a IRL passou a atrair mais interesse que a CART. Em 2002, a FedEx anunciou que seu patrocínio com a CART seria encerrado e as fabricantes de motores Honda e Toyota iriam se transferir para a categoria concorrente, a IRL. A CART decidiu reformular e renomear a categoria propriamente dita. Começando em 2003, o novo evento promovido pela CART se chamaria Bridgestone presents Champ Car World Series Powered by Ford.
Devido à perda do seu patrocinador titular e de dois fornecedores de motores, as ações da CART estavam na casa dos 25 centavos de dólar americano. A CART declarou falência durante o ano de 2003 e os seus ativos foram liquidados. Provas em circuitos ovais como as de Fontana e Miami também foram aos poucos saindo do calendário.
Tony George fez uma oferta por determinados ativos da firma, enquanto paralelamente o trio de proprietários da CART (Gerald Forsythe, Paul Gentilozzi e Kevin Kalkhoven) juntamente com Dan Pettit, também apresentou uma proposta, chamando o seu grupo de Open Wheel Racing Series (OWRS).
A oferta de George era selecionar uma empresa para adquirir bens, em um esforço para eliminar qualquer liga que pudesse ser rival da Indy Racing League. Entretanto, se o lance de George (que foi realmente superior ao lance da OWRS) tivesse sido bem sucedido, muitos credores da CART não teriam sido pagos. Assim, um juiz decidiu que a CART (que faria 25 anos em 2004) ficaria com a OWRS tendo o nome do certame alterado para Champ Car Open Wheel Racing Series (OWRS) que depois viria a se chamar Champ Car World Series (CCWS) LLC.

## Campeões
| Ano                                                             | Campeão                | Equipe                 | Vice-Campeão           | Equipe                 | Novato do Ano          | Equipe                  |
| SCCA/CART Citicorp Cup                                          | SCCA/CART Citicorp Cup | SCCA/CART Citicorp Cup | SCCA/CART Citicorp Cup | SCCA/CART Citicorp Cup | SCCA/CART Citicorp Cup | SCCA/CART Citicorp Cup  |
| --------------------------------------------------------------- | ---------------------- | ---------------------- | ---------------------- | ---------------------- | ---------------------- | ----------------------- |
| 1979 Detalhes                                                   | Rick Mears             | Team Penske            | Bobby Unser            | Team Penske            | Bill Alsup             | Team Penske             |
| CART PPG Indy Car World Series                                  |                        |                        |                        |                        |                        |                         |
| 1980 Detalhes                                                   | Johnny Rutherford      | Chaparral Racing       | Bobby Unser            | Team Penske            | Dennis Firestone       | Team Penske             |
| 1981 Detalhes                                                   | Rick Mears             | Team Penske            | Bill Alsup             | Team Penske            | Bob Lazier             | Fletcher Racing         |
| 1982 Detalhes                                                   | Rick Mears             | Team Penske            | Bobby Rahal            | Truesports             | Bobby Rahal            | Truesports              |
| 1983 Detalhes                                                   | Al Unser               | Team Penske            | Teo Fabi               | Forsythe Racing        | Teo Fabi               | Forsythe Racing         |
| 1984 Detalhes                                                   | Mario Andretti         | Newman/Haas Racing     | Tom Sneva              | Mayer Racing           | Roberto Guerrero       | Bignotti-Cotter         |
| 1985 Detalhes                                                   | Al Unser               | Team Penske            | Al Unser, Jr.          | Doug Shierson Racing   | Arie Luyendyk          | Provimi Racing          |
| 1986 Detalhes                                                   | Bobby Rahal            | Truesports             | Michael Andretti       | Kraco Racing           | Chip Robinson          | Dick Simon Racing       |
| 1987 Detalhes                                                   | Bobby Rahal            | Truesports             | Michael Andretti       | Kraco Racing           | Fabrizio Barbazza      | Arciero Racing          |
| 1988 Detalhes                                                   | Danny Sullivan         | Team Penske            | Al Unser, Jr.          | Galles-Kraco Racing    | John Jones             | Arciero Racing          |
| 1989 Detalhes                                                   | Emerson Fittipaldi     | Team Patrick           | Rick Mears             | Penske Racing          | Bernard Jourdain       | Andale Racing           |
| 1990 Detalhes                                                   | Al Unser, Jr.          | Galles-Kraco Racing    | Michael Andretti       | Newman/Haas Racing     | Eddie Cheever          | Chip Ganassi Racing     |
| 1991 Detalhes                                                   | Michael Andretti       | Newman/Haas Racing     | Bobby Rahal            | Rahal-Hogan Racing     | Jeff Andretti          | Bayside Disposal Racing |
| 1992 Detalhes                                                   | Bobby Rahal            | Rahal-Hogan Racing     | Michael Andretti       | Newman/Haas Racing     | Stefan Johansson       | Bettenhausen Racing     |
| 1993 Detalhes                                                   | Nigel Mansell          | Newman/Haas Racing     | Emerson Fittipaldi     | Team Penske            | Nigel Mansell          | Newman/Haas Racing      |
| 1994 Detalhes                                                   | Al Unser, Jr.          | Team Penske            | Emerson Fittipaldi     | Team Penske            | Jacques Villeneuve     | Forsythe-Green          |
| 1995 Detalhes                                                   | Jacques Villeneuve     | Team Green             | Al Unser, Jr.          | Team Penske            | Gil de Ferran          | Team Hall               |
| 1996 Detalhes                                                   | Jimmy Vasser           | Chip Ganassi Racing    | Michael Andretti       | Newman/Haas Racing     | Alessandro Zanardi     | Chip Ganassi Racing     |
| PPG CART World Series                                           |                        |                        |                        |                        |                        |                         |
| 1997 Detalhes                                                   | Alessandro Zanardi     | Chip Ganassi Racing    | Gil de Ferran          | Walker Racing          | Patrick Carpentier     | Bettenhausen            |
| CART FedEx Championship Series                                  |                        |                        |                        |                        |                        |                         |
| 1998 Detalhes                                                   | Alessandro Zanardi     | Chip Ganassi Racing    | Jimmy Vasser           | Chip Ganassi Racing    | Tony Kanaan            | Team Tasman             |
| 1999 Detalhes                                                   | Juan Pablo Montoya     | Chip Ganassi Racing    | Dario Franchitti       | Team Green             | Juan Pablo Montoya     | Chip Ganassi Racing     |
| 2000 Detalhes                                                   | Gil de Ferran          | Team Penske            | Adrián Fernández       | Team Patrick           | Kenny Bräck            | Team Rahal              |
| 2001 Detalhes                                                   | Gil de Ferran          | Team Penske            | Kenny Bräck            | Team Rahal             | Scott Dixon            | PacWest                 |
| 2002 Detalhes                                                   | Cristiano da Matta     | Newman/Haas Racing     | Bruno Junqueira        | Chip Ganassi Racing    | Mario Dominguez        | Herdez                  |
| Bridgestone Presents the Champ Car World Series Powered by Ford |                        |                        |                        |                        |                        |                         |
| 2003 Detalhes                                                   | Paul Tracy             | Forsythe Racing        | Bruno Junqueira        | Newman/Haas Racing     | Sébastien Bourdais     | Newman/Haas Racing      |